# 我想和你唱 (第一季)
《我想和你唱》第一季，是中国大陆湖南卫视于2016年第二季度推出的一档週六后晚间档音乐互动综艺节目，接档节目《旋风孝子》。节目由制作过《超级女声》、《快乐男声》、《天声一队》的制作人王琴及其团队打造，由汪涵、韩红联合主持，音乐总监为中国大陆音乐人陈伟伦，首期节目于2016年4月18日在湖南大众传媒职业技术学院录制，并于2016年5月7日首播。歌曲版权由海洋音乐独家取得，并通过旗下的酷狗音乐、酷我音乐联合发行。
本季节目的台湾播映权由福斯传媒集团购得，卫视中文台于2017年6月18日起每週日19:00播出；香港播映权由無綫電視购得，综艺台于2016年10月15日起每週六播出，J5台于2017年2月26日起每週日17:15免费首播。

## 赛制
每週将有三位明星上传自己的合唱征集视频，观众可通过芒果直播和唱吧参与视频合唱，还可以通过酷狗音乐、酷我音乐、新浪微博、小咖秀、荔枝FM客户端、网易新闻客户端、温莎KTV、星美院线、湖南交通电台等平台参与报名。节目组会从每位明星的参与者中选出六位来到派对现场，六位当中视频点赞数排名前三者可通过现场竞演争夺与明星同台合唱的机会，明星将会从中选择一位作为派对的演唱搭档进行合唱，每週的派对现场还会评出最受欢迎的草根嗨唱达人给予音乐奖励。

## 节目列表
注：标示红色者表示视频点赞数排名前三并进入第一轮现场合唱，标示绿色者表示被歌手选中作为演唱搭档并进入第二轮现场合唱，  表示该组歌手的演唱搭档为当期最受欢迎的草根嗨唱达人。

### 第一期
- 录制日期：2016年4月18日

| 我想和你唱第一季 第一期 2016年5月7日 主持人：汪涵、韩红 鉴客团成员：李维嘉、吉杰、于莎莎、袁成杰、刘维、黄嘉千 |          |                                                   |                |                    |
| 出场顺序 | 歌手     | 素人嘉宾                                          | 第一轮演唱曲目 | 第二轮演唱曲目     |
| 1 | 容祖儿   | 张一腾、黄 霖、梁熙彬 蓝子龙、黄醒恒、狄 迪       | 《独照》       | 《挥着翅膀的女孩》 |
| 2 | 陶 喆    | 刘乙如、朱浩仁、袁 凯 徐 馥、陈慧汇、关世鹏       | 《找自己》     | 《爱很简单》       |
| 3 | 凤凰传奇 | 张 禄、刘家良、李艳恰&刘洋 李明霖、董雪一家、王博 | 《最炫民族风》 | 《月亮之上》       |
| 4[a] | 韩 红    | 嘉宾演唱                                          | 《天之大》     | 《天之大》         |
| 5[a] | 李 玟    | 嘉宾演唱                                          | 《Di Da Di》   | 《Di Da Di》       |

| ^ a. 于节目末尾时播放 |

### 第二期
- 录制日期：2016年5月8日

| 我想和你唱第一季 第二期 2016年5月14日 主持人：汪涵、韩红 鉴客团成员：李维嘉、于朦胧、于莎莎、黄嘉千、吉杰 |        |                                                               |                      |                    |
| 出场顺序                                                                                                  | 歌手   | 素人嘉宾                                                      | 第一轮演唱曲目       | 第二轮演唱曲目     |
| 1[a] | 羽 泉  | 聂诗&齐浚羽、高振铭&孙浩然、王温鑫 隋艺&刘宇宁、陈 欢、华先声 | 《奔跑》             | 《彩虹》           |
| 2[b] | A-Lin  | 陈嘉欣、黄小、李林涛 曾林琛、吴一舟、郑 焱                    | 《给我一个理由忘记》 | 《失恋无罪》       |
| 3 | 萧敬腾 | 陈慧娟、高鸿涛、宋恩治 刘 佳、蔡 芮、景 洁                    | 《王妃》             | 《怎么说我不爱你》 |

| ^ a. 第二轮为第二个出场 | ^ b. 第二轮为第一个出场 |

### 第三期
- 录制日期：2016年5月9日

| 我想和你唱第一季 第三期 2016年5月21日 主持人：汪涵、韩红 鉴客团成员：李维嘉、于莎莎、黄嘉千、吉杰、刘维 |        |                                              |                  |                |
| 出场顺序                                                                                                | 歌手   | 素人嘉宾                                     | 第一轮演唱曲目   | 第二轮演唱曲目 |
| 1 | 杨宗纬 | 丁芙妮、洪健轶、王希乔 邓 磊、王芯芯、希 瑟  | 《空白格》       | 《一次就好》   |
| 2 | 小沈阳 | 范书铭、强东玥、赵庆望 杜荣焕、肖 文、杨晓东 | 《我只是个传说》 | 《大笑江湖》   |
| 3 | 黄绮珊 | Weaw、申红梅、金仁馨 孙明杨、严羽成、朱虹剑  | 《等待》         | 《离不开你》   |

### 第四期
- 录制日期：2016年5月19日

| 我想和你唱第一季 第四期 2016年5月28日 主持人：汪涵、韩红 鉴客团成员：李维嘉、于莎莎、黄嘉千、吉杰、刘维 |            |                                               |                  |                      |
| 出场顺序                                                                                                | 歌手       | 素人嘉宾                                      | 第一轮演唱曲目   | 第二轮演唱曲目       |
| 1 | 杨钰莹     | 翠 翠、石嘉可、王添翼 胡译心、优优&爸爸、晓玲 | 《茶山情歌》     | 《轻轻地告诉你》     |
| 2 | 好妹妹乐队 | 郑雅娟、钱得乐、马 栗 向 阳、王子云、李善愿   | 《往事只能回味》 | 《你飞到城市另一边》 |
| 3 | 古巨基     | 童小鹭、美 辰、安珍慧 王小虎、苏思蓉、陈嘉杰  | 《好想好想》     | 《情歌王》           |

### 第五期
- 录制日期：2016年5月23日

| 我想和你唱第一季 第五期 2016年6月4日 主持人：汪涵、韩红 鉴客团成员：李维嘉、于莎莎、黄嘉千、吉杰、刘维 |        |                                               |                          |                |
| 出场顺序                                                                                               | 歌手   | 素人嘉宾                                      | 第一轮演唱曲目           | 第二轮演唱曲目 |
| 1 | 苏见信 | 何 玺、张雨轩、朴惠子 李惠泽、吴虞娱、李思音  | 《死了都要爱》           | 《火烧的寂寞》 |
| 2 | 黄小琥 | 豆小闷、刘书含、吕炳翰 刘蓝擎、杜明雅、戈双喜 | 《我的心里只有你没有他》 | 《没那么简单》 |
| 3 | 韩 红  | 张婳婳、张 琦、廖氏夫妻 邓晓坤、安 泽、徐 婧  | 《那片海》               | 《一个人》     |

### 第六期
- 录制日期：2016年6月2日

| 我想和你唱第一季 第六期 2016年6月11日 主持人：汪涵、韩红 鉴客团成员：李维嘉、于莎莎、黄嘉千、吉杰、刘维 |        |                                                  |                  |                                             |
| 出场顺序                                                                                                | 歌手   | 素人嘉宾                                         | 第一轮演唱曲目   | 第二轮演唱曲目                              |
| 1 | 黄 龄  | 牛苗苗、李 博、霍 上 陈 曦、朱资政&朱资帅、张 微 | 《High歌》       | 《玫瑰玫瑰我爱你》                          |
| 2 | 林志炫 | 彭斐骁、杨海峰、高霖寒 吴映香、梁家成、张 亮     | 《单身情歌》     | 《没离开过》                                |
| 3 | 李克勤 | 谢永熹、王铭言、钟 乐 李柄熹、史 燕、罗金荣      | 《红日》（粤语） | 《月半小夜曲》（粤语） 《护花使者》（粤语） |

### 第七期
- 录制日期：2016年6月3日

| 我想和你唱第一季 第七期 2016年6月18日 主持人：汪涵、韩红 鉴客团成员：李维嘉、于莎莎、李莎旻子、黄嘉千、吉杰、刘维 |        |                                                            |                |                               |
| 出场顺序 | 歌手   | 素人嘉宾                                                   | 第一轮演唱曲目 | 第二轮演唱曲目                |
| 1 | 张韶涵 | 张珊珊、孔 爽、杨肸子 雨薇&雨馨、朱秋莎&田大玲、贺思宇一家 | 《欧若拉》     | 《淋雨一直走》 《隐形的翅膀》 |
| 2 | 费玉清 | 黎 雪、刘 杨、红 梅 黄 枭、韩基男、吉鹏飞                  | 《一剪梅》     | 《千里之外》                  |
| 3 | 周笔畅 | 俞 抒、杨 浩、田俊行 张 喆、张慧子、马 游                  | 《对嘴》       | 《Talk about Love》           |

### 第八期
- 录制日期：2016年6月13日

| 我想和你唱第一季 第八期 2016年6月25日 主持人：汪涵、韩红 鉴客团成员：李维嘉、于莎莎、黄嘉千、吉杰、刘维、马可 |        |                                                    |                    |                |
| 出场顺序 | 歌手   | 素人嘉宾                                           | 第一轮演唱曲目     | 第二轮演唱曲目 |
| 1[a] | 曹 格  | 陈信喆、Tara、陈 晨 洪茜茜、魏源均、殷嘉恩         | 《梁山伯与茱丽叶》 | 《背叛》       |
| 2[b] | 光 良  | 季泉志、易 浩、张潮威 曹 雨、王蓝雪、郝建中&刘佳蔚 | 《童话》           | 《第一次》     |
| 3[c] | 任贤齐 | 刘路辉、余长波、刘宇翔一家 吕口口、金 枝、炫声乐团 | 《心太软》         | 《天涯》       |

| ^ a. 第二轮为第三个出场 | ^ b. 第二轮为第一个出场 | ^ c. 第二轮为第二个出场 |

### 第九期
- 录制日期：2016年6月22日

| 我想和你唱第一季 第九期 2016年7月2日 主持人：汪涵、韩红 鉴客团成员：于莎莎、李莎旻子、黄嘉千、吉杰、刘维 |        |                                                 |                |                                    |
| 出场顺序                                                                                                 | 歌手   | 素人嘉宾                                        | 第一轮演唱曲目 | 第二轮演唱曲目                     |
| 1 | 大张伟 | 无名组合、YOUNG-G 胡海燕、李嘉诺 林雅慧、庹婷婷 | 《倍儿爽》     | 《红星闪闪》 《穷开心》 《嘻唰唰》 |
| 2 | 徐佳莹 | 张婉怡、刘 恒、陈银玲 兰海龙、刘 嘉、潘氏姐妹   | 《身骑白马》   | 《失落沙洲》                       |
| 3 | 薛之谦 | 黄云龙、童英然、张婉清 郭 蕾、黄孝恩、汪玲露    | 《丑八怪》     | 《演员》                           |

### 第十期
- 录制日期：2016年6月23日

| 我想和你唱第一季 第十期 2016年7月9日 主持人：汪涵、韩红 鉴客团成员：李维嘉、于莎莎、李莎旻子、黄嘉千、吉杰、刘维 |        |                                              |                |                |
| 出场顺序 | 歌手   | 素人嘉宾                                     | 第一轮演唱曲目 | 第二轮演唱曲目 |
| 1 | 吴克群 | 拖 鞋、Sing组合、马上恩 傅 敏、白 金、叶晓粤 | 《将军令》     | 《为你写诗》   |
| 2 | 辛晓琪 | 陈 嘉、付 鹰、孟慧圆 马 修、任盈盈、谢佳希   | 《味道》       | 《领悟》       |
| 3 | 张     | 刘振宇、周一豪、黄宗辉 黎栩晴、马 隆、叶 程  | 《逆战》       | 《这，就是爱》 |
| 4[a] | 韩 红  | 告别演出[b]                                  | 《永隔一江水》 | 《永隔一江水》 |

| ^ a. 于节目末尾时播放 | ^ b. 韩红因参加百人援甘公益行动，故将在本期节目结束后离开本季《我想和你唱》 |

### 第十一期
- 录制日期：2016年7月4日

| 我想和你唱第一季 第十一期 2016年7月16日 主持人：汪涵、费玉清 鉴客团成员：李维嘉、于莎莎、李莎旻子、黄嘉千、吉杰、刘维 |                        |                                                          |                |                    |
| 出场顺序 | 歌手                   | 素人嘉宾                                                 | 第一轮演唱曲目 | 第二轮演唱曲目     |
| OP | 前十期节目全体嗨唱达人 | 前十期节目全体嗨唱达人                                   | 《我想和你唱》 | 《我想和你唱》     |
| 1 | 张信哲                 | 敖登高娃、樊 博、周雪峰 齐 正、孙露莹、吴晓卉            | 《爱如潮水》   | 《信仰》           |
| 2 | 萧亚轩                 | WalkingXL乐队、阿云嘎、男团Notice 唐鸿立、杨铉启、尹国辉 | 《潇洒小姐》   | 《最熟悉的陌生人》 |
| 3 | 韩 磊                  | 潘倩倩、张 月、赵金江 胡 敏、刘月祺、张均利              | 《等待》       | 《在此刻》         |

## 争议
根据赛制安排，每组嘉宾在第二轮演唱结束后，现场观众将会有10秒钟的时间为该组表演点赞，最终按照各组表演所得点赞数量的多少来决定当期最受欢迎草根嗨唱达人的归属。然而这一元素属于比赛性质，违反了广电总局关于音乐竞唱类节目的管理规定，在第五期节目开播前夕遭到竞争对手举报，当期节目被迫推迟到22:30播出。随后，节目组对接下来的节目内容作出了调整，点赞环节仍旧在现场进行，但不会在节目中播出，相当于去除了一切比赛性质的元素。正因为如此，余下的节目才得以恢复到22:00播出。

## 收视率
| 中国大陆 湖南卫视 首播收视率 |               |        |          |       |           |           |           |                                                                                          |
| 集數                         | 播出日期      | CSM52  | CSM52    | CSM52 | CSM全国网 | CSM全国网 | CSM全国网 | 備註                                                                                     |
| 集數                         | 播出日期      | 收視率 | 收視份額 | 排名  | 收視率    | 收視份額  | 排名      | 備註                                                                                     |
| 1                            | 2016年5月7日  | 1.406  | 6.97     | 3     | 1.14      | 7.94      | 1         |                                                                                          |
| 2                            | 2016年5月14日 | 1.479  | 7.08     | 3     | 1.26      | 8.52      | 1         |                                                                                          |
| 3                            | 2016年5月21日 | 1.64   | 8.13     | 2     | 1.35      | 8.92      | 1         | 北京《音乐大师课》完结                                                                   |
| 4                            | 2016年5月28日 | 1.331  | 6.37     | 4     | 1.15      | 7.36      | 1         | 浙江《蜜蜂少女队》完结 北京《跨界歌王第一季》开播                                        |
| 5                            | 2016年6月4日  | 1.197  | 7.96     | 4     | 0.92      | 8.58      | 1         | 当晚22:30播出（参见“争议”一节） 东方《娜就这么说》完结 浙江《挑战者联盟第二季》21:10开播 |
| 6                            | 2016年6月11日 | 0.956  | 5.03     | 6     | 0.72      | 5.29      | 1         | 东方《加油美少女》开播 安徽《我们的法则》开播                                            |
| 7                            | 2016年6月18日 | 1.360  | 6.59     | 3     | 1.22      | 7.81      | 1         | 浙江《熟悉的味道》开播，《挑战者联盟第二季》前移至20:30播出                              |
| 8                            | 2016年6月25日 | 1.366  | 6.29     | 4     | 1.27      | 7.82      | 1         |                                                                                          |
| 9                            | 2016年7月2日  | 1.689  | 8.13     | 3     | 1.43      | 8.69      | 1         |                                                                                          |
| 10                           | 2016年7月9日  | 1.371  | 7.15     | 4     | 1.41      | 9.31      | 1         |                                                                                          |
| 11                           | 2016年7月16日 | 1.489  | 7.75     | 3     | 1.18      | 7.86      | 1         |                                                                                          |

1. 同时段或交叉时段主要节目：
  - 浙江卫视：《蜜蜂少女队》／《挑战者联盟2》／《熟悉的味道》
  - 江苏卫视：《缘来非诚勿扰》
  - 东方卫视：《娜就这么说》／《加油美少女》
  - 安徽卫视：《我们的法则》
  - 北京卫视：《音乐大师课》／《跨界歌王1》
2. 数据由广视索福瑞提供，调查范围为四岁以上之观众。
3. 以上收视排名不包括央视在内。
4. 资料来源：卫视这些事儿、卫视小露电、潇湘卧龙、湖南卫视官方微信（ID：happychina1997）。
5. 排名为週六晚间所有综艺节目的排名，并不一定为同一时段。

## 综艺节目的变迁
| 中国大陆 湖南卫视 每週六 22:00—00:00        | 中国大陆 湖南卫视 每週六 22:00—00:00                | 中国大陆 湖南卫视 每週六 22:00—00:00                 |
| ------------------------------------------- | --------------------------------------------------- | ---------------------------------------------------- |
|                                             | 我想和你唱（第一季） （2016年5月7日—2016年7月16日） |                                                      |
| 旋风孝子 （2016年1月23日—2016年4月16日[a]） | 夏日甜心 （2016年7月30日[b]—2016年10月8日）         |                                                      |
| 我想和你唱系列节目变迁                      |                                                     |                                                      |
| —                                           | 我想和你唱（第一季） （2016年5月7日—2016年7月16日） | 我想和你唱（第二季） （2017年4月29日—2017年7月15日） |

| 香港 無綫網絡電視綜藝台 星期六 08:00—10:00、12:00—14:00、16:00—18:00及20:00—22:00 · 11月26日 09:00—11:00、14:00—16:00及19:00—21:00 | 香港 無綫網絡電視綜藝台 星期六 08:00—10:00、12:00—14:00、16:00—18:00及20:00—22:00 · 11月26日 09:00—11:00、14:00—16:00及19:00—21:00 | 香港 無綫網絡電視綜藝台 星期六 08:00—10:00、12:00—14:00、16:00—18:00及20:00—22:00 · 11月26日 09:00—11:00、14:00—16:00及19:00—21:00                                                            |
| --- | --- | --- |
| | 我想和你唱（第一季） （2016年10月15日—2016年12月24日）                                                                             | |
| 看见你的声音（08:00—09:30） （2016年7月23日—2016年10月8日）东瀛潮楼（09:30—10:00） （2016年7月23日—2016年10月8日）                 | 吕方好情歌演唱会2007（06:00—09:00） （2016年12月31日）                                                                             | |
| 香港 無綫電視J5 星期日 17:15—19:00 · 2月26日及5月7日 17:00—19:00                                                                   | | |
| 看见你的声音 （2016年12月4日—2017年2月19日）                                                                                       | 我想和你唱（第一季） （2017年2月26日—2017年5月7日）                                                                                | 商意無限（17:00—17:30） （2017年5月14日—2017年8月13日）普通話新聞報道及普通話天氣報告（17:30—18:00） （2017年5月8日—2018年8月19日）韓式寫真 II（18:00—19:00） （2017年5月14日—2017年8月27日） |

| 新加坡 新传媒U频道 每週六 19:00—20:30                 | 新加坡 新传媒U频道 每週六 19:00—20:30               | 新加坡 新传媒U频道 每週六 19:00—20:30 |
| ----------------------------------------------------- | --------------------------------------------------- | ------------------------------------- |
|                                                       | 我想和你唱（第一季） （2017年5月6日—2017年7月15日） |                                       |
| 我是歌手（第四季） （2017年1月14日—2017年4月29日[c]） | 中国式相亲 （2017年7月22日—2017年10月7日）          |                                       |

| 臺灣 衛視中文台 每週日 19:00—21:00 | 臺灣 衛視中文台 每週日 19:00—21:00                   | 臺灣 衛視中文台 每週日 19:00—21:00 |
| ---------------------------------- | ---------------------------------------------------- | ---------------------------------- |
|                                    | 我想和你唱（第一季） （2017年6月18日—2017年8月27日） |                                    |
| 歌神請上車（重播）                 | 姐姐好餓 （2017年9月3日—2017年10月8日）              |                                    |

- ^  a. 《旋风孝子》在2016年4月16日播出结束后，2016年4月23日和30日22:00的节目分别为《我是歌手第四季2016双年巅峰会》（重播）和《全员加速中》第二季第一期（重播）。
- ^  b. 《我想和你唱》在2016年7月16日播出结束后，2016年7月23日22:00的节目为《我们来了》第一季第一期（重播）。
- ^  c. 2017年1月28日及2月11日因频道特殊编排，暂停播映。